# E-Collaboration
Der aus der Wirtschaftsinformatik stammende Begriff der E-Collaboration (englisch electronic collaboration – elektronische Zusammenarbeit) steht für eine Fülle von Maßnahmen zur dezentralen computergestützten Zusammenarbeit von zeitlich oder räumlich getrennten Teams beziehungsweise Gruppen.

## Begriffsbestimmungen und nähere begriffliche Eingrenzung
E-Collaboration macht Wissen explizit und reflektierbar, vereinfacht Komplexität und überbrückt Raum und Zeit. Es ermöglicht somit eine effizientere Zusammenarbeit, erhöhte Wirtschaftlichkeit und bessere Ergebnisse. Zudem erzeugt es ein besseres Teamgefühl, − auch bei verteilten Teams.
Um E-Collaboration realisieren zu können, müssen in Unternehmen technische Möglichkeiten durch Bereitstellung / Installation von „E-Collaboration Tools“ geschaffen werden. Eingesetzt werden diese Werkzeuge häufig in Teams, welche nicht zur gleichen Zeit oder am gleichen Ort, jedoch an einer gemeinsamen Aufgabe oder an einem Projekt arbeiten. Heutzutage steht für E-Collaboration eine Fülle von Anwendungssoftware zur Verfügung: In mehreren, zeitlich aufeinanderfolgenden Stufen haben sich diverse Arten an Software zum Zweck von E-Collaboration etabliert. Heute ist die Fülle an „E-Collaboration Tools“ so groß, dass durchaus genauer überlegt werden muss, welches Tool zu welchem bestimmten Zweck eingesetzt werden soll.
Ein offensichtlicher Nutzen von E-Collaboration für Unternehmen ist die Kosteneinsparung, welche besonders durch den Wegfall von Reisekosten und die Optimierung der Kommunikation und damit der Unternehmensprozesse erreicht wird. Des Weiteren kann durch E-Collaboration mehr Wissen für alle Teilnehmenden zugänglich gemacht werden, was in der Folge zu einem anspruchsvolleren Informationsaustausch führt.

## Konzepte
Es lassen sich drei Dimensionen zur Kategorisierung von E-Collaboration identifizieren:
- Zeit (Synchrone / Asynchrone Kollaboration)
- Art der Kommunikation (Messaging, Sharing, Conferencing und Virtuelle Arbeitsräume)
- Anzahl der Sender und Empfänger (1:1, 1:n, n:1, n:m)

Kategorisierung im Kontext der Projektarbeit
- Bedürfnisse
  - Information
  - Unterstützung
  - Beziehung
- Arbeitsmodus
  - Initialisierung
  - Ausführung
  - Problemlösung
  - Konfliktlösung

## Anwendungsbereiche
E-Collaboration ist in erster Linie für das Unternehmensumfeld vorgesehen. Sofern Teile der beruflichen Arbeitsabläufe in den Privatbereich eines Unternehmensmitarbeiters hineinragen sollten, kann E-Collaboration im privaten Umfeld auch eine Bedeutung erlangen bzw. im Privaten zur Anwendung kommen.
In Unternehmen wird E-Collaboration als die elektronische und vernetzte Zusammenarbeit entlang ihrer Wertschöpfungskette verstanden. Die dabei verwendeten Tools werden strukturiert und gezielt eingesetzt, um den Informationsfluss im Unternehmen zu optimieren. Bei der Umsetzung von E-Collaboration müssen Strategie, Kultur und Informationsmanagement berücksichtigt werden.
Wirtz und Vogt gehen von drei Stufen der E-Collaboration aus:
1. Kommunikation und Interaktion
2. Kommerzielle Transaktion
3. Wert- und Partnerintegration

„Kommunikation und Interaktion“ ist vorangehend bereits thematisiert worden. Ein Beispiel für „kommerzielle Transaktion“ ist die elektronische Zahlungsabwicklung. Für „Wert- und Partnerintegration“ ist die integrierte Planung der Versorgungskette (eSupply Chain Management) als Beispiel zu nennen.

## Voraussetzungen für den Einsatz von E-Collaboration in Unternehmen
Um E-Collaboration in einem Unternehmen effektiv nutzen zu können, müssen verschiedene Bedingungen erfüllt sein. Diese Bedingungen lassen sich in strategische, organisatorische und technische Voraussetzungen unterteilen.

### Strategische und organisatorische Voraussetzungen
Wo vorher Wissen eher für sich behalten wurde, soll nun Wissen geteilt werden. Dies stellt sich oftmals als problematisch dar, da Mitarbeiter es zwar sehr schätzen, Wissen immer und überall zur Verfügung zu haben, sich selbst aber oft scheuen dazu beizutragen. Dies kann verschiedene Gründe haben. Zum einen haben einige Mitarbeiter Angst davor bloßgestellt zu werden, wenn sie ihr Wissen teilen. Andere wiederum haben die Befürchtung, dass sie sich selbst überflüssig machen oder interne Projektdaten in die falschen Hände geraten. Um diesen Befürchtungen vorzubeugen, ist Kommunikation sehr wichtig.
Durch Einführungsmanagement kann schon vor der Einführung der jeweiligen Tools damit begonnen werden, die Mitarbeiter für das Thema zu sensibilisieren und sie mit an Entscheidungen über Entwicklung und Einsatz teilhaben zu lassen. Denn ein Tool, mit dem sich die Mitarbeiter schon im Vorfeld befasst und das sie mit eingeführt haben, erzielt schnellere Erfolge als rein vom Management bestimmte Tools.
Zudem sind Schulungen ratsam, die es besonders den Mitarbeitern, die bisher noch keine Erfahrungen im Umgang mit webbasierten Tools haben, erleichtert, sich in das neue System einzuarbeiten.
Ein besonders kritischer Punkt ist es, den Einzelnen zu motivieren, Inhalte zu verfassen oder Diskussionen anzuregen, denn erst dadurch kann ein Mehrwert entstehen. Die Angst vor Bestrafung oder Blamage ist groß. Diese muss den Mitarbeitern durch die Führungspositionen gezielt genommen werden.

### Technische Voraussetzungen
Viele der Collaboration Tools sind webbasiert, so dass eine sichere, performante und konsistente Netzwerkverbindung benötigt wird. Beim Video Conferencing wird z. B. eine hohe Netzwerkbandbreite benötigt, da viele Daten gleichzeitig transportiert werden.
Des Weiteren sollte allen beteiligten Personen ein eigener Computerarbeitsplatz zur Verfügung gestellt werden. Es ist ratsam firmenweit homogene IT-Voraussetzungen zu schaffen, um bspw. Versionskonflikte zu vermeiden.

## Mögliche Gefahren
Zu beachten ist bei der Einführung von E-Collaboration, dass der positive Effekt meist erst verzögert eintritt. Dafür sind verschiedene Faktoren verantwortlich. Zum Beispiel müssen Wikis und Blogs erst einmal über eine längere Zeit genutzt und gefüllt werden, damit diese einen wirklichen Mehrwert bieten. Selbst Chat Software, die vermeintlich einen direkten positiven Effekt des schnelleren Kommunikationsflusses hat, könnte in Unternehmen zunächst kaum oder nur für private Gespräche zwischen Mitarbeitenden genutzt werden.
Wird Kollaboration im Unternehmen zunehmend durch E-Collaboration ersetzt, muss beachtet werden, dass einige Aspekte der Kommunikation dadurch wegfallen. Dies kann auch einen höheren Koordinationsaufwand bedeuten oder auf Dauer Frustration hervorrufen, da sich die beteiligten Personen nicht real begegnen. Durch E-Collaboration der 2. und 3. Generation, kamen jedoch auch einige Kommunikationsaspekte wieder hinzu, wie z. B. der persönliche Austausch in Chats oder das soziale Netzwerk.